# Биофотони
Биофотони (од грчких речи βιος што значи „живот” и φως што значи „светлост”) су фотони светлости у ултраљубичастом и ниском опсегу видљиве светлости које производи биолошки систем. Они су нетермалног порекла, а емисија биофотона је технички врста биолуминисценције, иако је биолуминисценција генерално резервисана за системе луциферин/луциферазе веће осветљености. Термин биофотон који се користи у овом ужем смислу не треба мешати са ширим пољем биофотонике, која проучава општу интеракцију светлости са биолошким системима.
Биолошка ткива обично производе уочену емисију зрачења у видљивим и ултраљубичастим фреквенцијама у распону од 10−17 до  10−23 W/cm2  (приближно 1-1.000 фотона/cm2/секунди). Овај низак ниво светлости има много слабији интензитет од видљиве светлости коју производи биолуминисценција, али се биофотони могу детектовати изнад позадине топлотног зрачења које емитују ткива на њиховој нормалној температури.
Док је неколико група истраживача пријавило откривање биофотона, хипотезе да такви биофотони указују на стање биолошких ткива и олакшавају облик ћелијске комуникације, још увек је под истрагом.

## Историја
Током 1920-их, први је руски ембриолог Александар Гурвич известио о „ултраслабој“ емисији фотона из живих ткива у опсегу УВ спектра. Он их је назвао „митогенетичким зрацима“ јер су га његови експерименти уверили да имају стимулативни ефекат на деобу ћелија. За постојање биофотона, Александар Гурвич је добио Стаљинову награду 1941. године.
Током 1970-их Фриц-Алберт Поп и његова истраживачка група на Универзитету у Марбургу (Немачка) показали су да је спектрална дистрибуција емисије опала у широком опсегу таласних дужина, од 200 до 750 nm.  Касније је Попов рад на статистичким својствима биофотонске емисије, односно тврдње о њеној кохерентности, критикован је због недостатка научне строгости.

## Детекција и мерење
Биофотони се могу детектовати помоћу фотомултипликатора или помоћу CCD (енгл. charge-coupled device)  електронског уређај на чијој се површини налазе милиони фотосензитивних диода, поређаних у редове и колоне; слично као и тачке, односно пиксели, на монитору рачунара, ултра ниског шума да би се произвела слика, применом времена експозиције од обично 15 минута за биљне материјале.
Фотомултипликаторске цеви су коришћене за мерење емисија биофотона из рибљих јаја, а неке апликације су мериле биофотоне животиња и људи.
Electron Multiplying CCD (EM-CCD) оптимизован за детекцију ултраслабе светлости такође се користи за детекцију биолуминисценције коју производе ћелије квасца на почетку њиховог раста.
Типична посматрана емитантност зрачења биолошких ткива у видљивим и ултраљубичастим фреквенцијама креће се од 10−17 до  10−23 W/cm2 са бројем фотона од неколико до скоро 1.000 фотона по cm2 у опсегу од 200 nm до 800 nm.

## Предложени физички механизми
Хеми-ексцитација путем оксидативног стреса реактивним врстама кисеоника или катализом ензимима (пероксидаза, липоксигеназа) је уобичајен догађај у биомолекуларном миљеу.  Такве реакције могу довести до формирања триплет побуђених врста, које ослобађају фотоне по повратку на нижи енергетски ниво у процесу аналогном фосфоресценцији. Да је овај процес фактор који доприноси спонтаној емисији биофотона, показују студије које доказују да се емисија биофотона може повећати исцрпљивањем антиоксиданата у анализираном ткиву  или додавањем агенаса за дериватизацију карбонила.  
Даљу подршку пружају студије које указују да се емисија биофотона може повећати додавањем реактивних врста кисеоника.

### Биљке
Снимање биофотона са листова је коришћено као метода за испитивање одговора Р гена.  Ови гени и њима повезани протеини су одговорни за препознавање патогена и активацију одбрамбених сигналних мрежа што доводи до преосетљивог одговора, као једног од механизама отпорности биљака на инфекцију патогеном. То укључује стварање реактивних врста кисеоника (РОС), које имају кључну улогу у трансдукцији сигнала или као токсични агенси који доводе до смрти ћелије.
Биофотони су такође примећени у корену биљака под стресом. У здравим ћелијама, концентрација РОС је минимизирана системом биолошких антиоксиданата. Међутим, топлотни шок и други стресови мењају равнотежу између оксидативног стреса и антиоксидативне активности, на пример, брз пораст температуре изазива емисију биофотона од стране РОС-а.

### Претпостављена укљученост биофотона у ћелијску комуникацију
Један биофотон механизам се фокусира на повређене ћелије које су под вишим нивоима оксидативног стреса, што је један извор светлости, и може се сматрати да представља „сигнал узбуне“ или позадински хемијски процес, али овај механизам тек треба да се демонстрира. 
Потешкоће да се открију ефекти било којих наводних биофотона усред других бројних хемијских интеракција између ћелија отежава осмишљавање хипотезе која се може проверити. Прегледни чланак из 2010. разматра различите објављене теорије о овој врсти сигнализације.
Хипотеза о ћелијској комуникацији путем биофотона је била веома критикована јер није објаснила како ћелије могу да детектују фотонске сигнале за неколико редова величине слабије од природног позадинског осветљења.